# جاوید فرهاد
جاوید فرهاد (زاده سال ۱۳۴۸ در کابل) شاعر و نویسنده معاصر افغانستان است.

## زندگی‌نامه
فرهاد در شهر کابل دیده به جهان گشود. تحصیلاتش را در رشتهٔ زبان و ادبیات فارسی در دانشگاه فردوسی مشهد به پایان رساند. نخستین تجربه‌هایش را در حوزهٔ شعر از سال ۱۳۶۸ آغاز کرد. علاوه بر سرایش شعر، جاوید فرهاد در زمینه‌های نقد شعر، نقد سینما، ترجمه و پژوهش نیز کار کرده‌است.

## نمونه اشعار
شعر غریبه:
| به روی من کسی دگر، دریچه وانمی‌کند     |  | میان کوچه هیچ‌کس، مراصدا نمی‌کند   |
| زمین فتاده در هوس، زمان فتاده از نفس  |  | پرنده راکس ازقفس، چرا رهانمی کند |
| به هرسرای فتنه‌ها، به کوچه کوچه غصه ها |  | برای مرگ کینه‌ها، دلی دعا نمی‌کند  |
| گذشته ازخم گذر، میان جاده رهگذر       |  | بغل به روی یک نفر، زلطف وانمی‌کند |
| درین سکوت نیمه شب، فرشته نیز زیر لب   |  | زروی مهر یک کرت، خدا خدا نمی‌کند  |
| غریبه یی مگر دلم، که پشت در هنوزهم    |  | کسی به رسم هم دلی، تر صلا نمی‌کند |

## آثار[۳]
- دست برگسترهٔ هیچ، مجموعهٔ شعر
- لحظه‌ها را بتکان، مجموعهٔ شعر
- عاشقانه تر از عاشقانه، مجموعهٔ شعر
- مثل من، تنها یی من، مجموعهٔ شعر
- غزل‌هایی برای غزل، مجموعهٔ شعر
- گرماسنجی کوچک درایوان بزرگ فرهنگ، مجموعهٔ نوشته‌های پژوهشی
- تازه‌هایی از سرزمین تاگور/ برگردان نوشته‌هایی در حوزهٔ شعر، موسیقی وسینما از زبان اردو به فارسی
- تبارشناسی غزل امروز
- چیزهایی از دل در بارهٔ بیدل